# Punto di Lebesgue
In matematica, data una funzione Lebesgue integrabile {\displaystyle f}, un punto di Lebesgue è un punto {\displaystyle x} nel dominio di {\displaystyle f} tale che:
{\displaystyle \lim _{r\rightarrow 0^{+}}{\frac {1}{|B(x,r)|}}\int _{B(x,r)}\!|f(y)-f(x)|\,dy=0}
dove {\displaystyle B(x,r)} è la sfera centrata in {\displaystyle x} di raggio {\displaystyle r}, e {\displaystyle |B(x,r)|} è la misura di Lebesgue di quella sfera. L'insieme dei punti di Lebesgue di una funzione è detto insieme di Lebesgue.
Per il teorema di Lebesgue, data una funzione {\displaystyle f\in L^{1}(\mathbb {R} ^{k})}, quasi ogni {\displaystyle x} è un punto di Lebesgue.